# 蜂斗菜状蟹甲草
蜂斗菜状蟹甲草（学名：Parasenecio petasitoides）为菊科蟹甲草属的植物，为中国的特有植物。分布于中国大陆的四川、贵州等地，生长于海拔1,750米至2,170米的地区，一般生长在山坡林下阴湿处和山坡草地，目前尚未由人工引种栽培。